# Roma (nave da battaglia 1940)
Il Roma è stata una nave da battaglia della Regia Marina, terza e ultima unità entrata in servizio della classe Littorio: rappresentò il meglio della produzione navale bellica italiana della seconda guerra mondiale.
Costruita dai Cantieri Riuniti dell'Adriatico e consegnata alla Regia Marina il 14 giugno 1942, fu danneggiata da un bombardamento aereo statunitense quasi un anno dopo mentre era alla fonda a La Spezia, subendo in seguito altri danni che la costrinsero a tornare operativa solamente il 13 agosto 1943. L'8 settembre 1943 divenne la nave ammiraglia della flotta da battaglia italiana, imbarcando il comandante ammiraglio Carlo Bergamini e il suo Stato maggiore.
A seguito dell'armistizio dell'Italia, al Roma venne ordinato, assieme ad altre navi militari, di raggiungere l'isola sarda La Maddalena, come concordato con gli Alleati. La squadra navale italiana, tuttavia, fu attaccata da alcuni bombardieri tedeschi che, servendosi delle bombe radioguidate plananti Ruhrstahl SD 1400, affondarono la corazzata il 9 settembre 1943, provocando 1393 vittime fra cui lo stesso ammiraglio Bergamini. Nei suoi quindici mesi di servizio, il Roma percorse 2 492 miglia in venti uscite in mare, senza partecipare a scontri navali, consumando 3 320 tonnellate di combustibile, rimanendo fuori servizio per riparazioni per 63 giorni.
Il 28 giugno 2012, dopo decenni di ricerche, il relitto della corazzata è stato rinvenuto a 1000 metri di profondità e a 16 miglia dalla costa nel golfo dell'Asinara.

## Caratteristiche

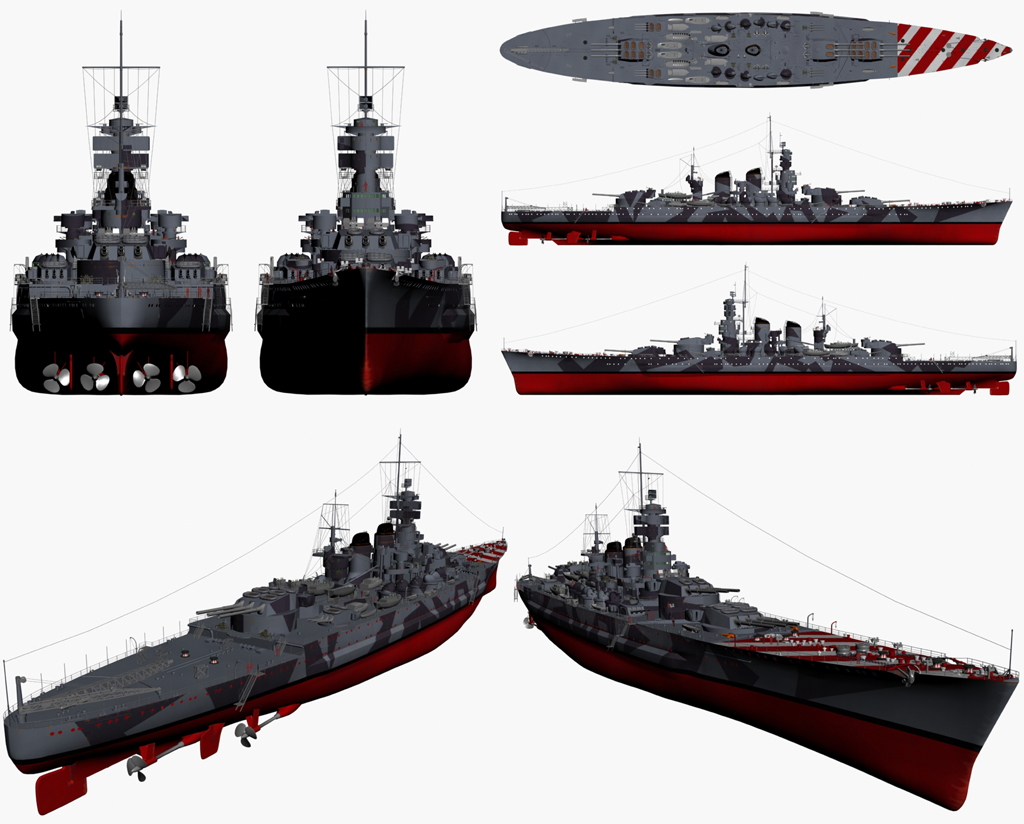
Ricostruzione 3D della nave vista da varie angolazioni

Progettata dal generale ispettore del Genio Navale Umberto Pugliese, questa classe di navi da battaglia costituì uno dei primi esempi al mondo di unità sopra le 35 000 tonnellate di dislocamento, limite imposto dal trattato navale di Washington in vigore all'epoca della progettazione e costruzione dell'unità, ma che venne disatteso di oltre il 15% per ottenere le caratteristiche desiderate, come già accaduto con la classe Zara di incrociatori pesanti; in effetti il limite fissato in un documento riservato redatto da parte del Sottosegretario alla Marina fu di 40 000 tonnellate. Dopo l'impostazione, nel 1934, delle prime due unità della classe, Littorio e Vittorio Veneto, in seguito al deteriorarsi della situazione internazionale dato dallo scoppio della guerra d'Etiopia e della guerra civile spagnola fu dato nuovo impulso al riarmo navale, e nel 1938 furono impostati il Roma e il suo gemello Impero.

### Impianti
La propulsione era a vapore con quattro gruppi turboriduttori alimentati dal vapore di otto caldaie tipo Yarrow/Regia Marina alimentate a nafta, in cui l'acqua di alimentazione era preriscaldata passando attraverso tubi investiti dai gas di scarico, sfruttando in maniera più efficiente il calore sprigionato dai bruciatori. L'apparato motore era protetto da cilindri corazzati singoli per ogni caldaia, e da griglie corazzate a protezione delle aperture verso i fumaioli; il sistema di protezione era coordinato alla corazza sovrastante e alle strutture sottostanti del triplo fondo (limitato alla cittadella).

Il pannello di controllo del radar italiano EC3/ter «Gufo»

L'apparato motore forniva una potenza massima di 130 000 CV e consentiva alla nave di raggiungere la velocità massima di 31 nodi, con un'autonomia che a una velocità media di 20 nodi era di 3 380 miglia. La turbina di alta pressione aveva un accesso diretto al vapore surriscaldato che poteva venire aperto in caso di avaria di uno dei gruppi turboriduttori, permettendo una potenza di sovraccarico da 36 000 CV per gruppo. Stando al diario di bordo della nave, reperito nell'archivio dell'ufficio storico della Marina Militare, nelle prove a tutta forza del 21 agosto 1942 il Roma raggiunse e mantenne per un'ora la velocità di 29,2 nodi. La modesta autonomia, se comparata con unità analoghe di altre marine militari, rendeva queste unità idonee solo all'impiego nel Mediterraneo. Le quattro turbine erano collegate a quattro assi dotati di eliche tripale, due centrali e due laterali, mentre il sistema di governo era costituito da un timone principale poppiero, posizionato nel flusso delle eliche poppiere centrali, e da due timoni ausiliari laterali, distanziati dal primo, situati nel flusso delle due eliche laterali, che costituivano il governo di emergenza della nave.
La nave poteva ospitare al massimo tre velivoli (tutti della Regia Aeronautica, visto che la Marina non poteva possedere velivoli), generalmente i ricognitori IMAM Ro.43 anche se, dall'estate 1943, giunsero due caccia Reggiane Re.2000 Catapultabile. La nave era dotata di due gru per il recupero degli idrovolanti, ma visto il tempo necessario al recupero da effettuare a nave ferma normalmente gli idrovolanti erano fatti dirigere verso un aeroporto amico, prassi obbligatoria per i caccia. I Reggiane Re.2000 appartenevano inizialmente a una squadriglia speciale, la "Squadriglia di Riserva Aerea delle FF.NN.BB." (Forze Navali da Battaglia), composta da otto velivoli dei quali sei operativi alla data dell'armistizio, inquadrati nel "1º Gruppo di Riserva Aerea delle FF.NN.BB.": di questi, uno si trovava sul Roma alla partenza per La Maddalena. La nave disponeva inoltre di un radar EC3/ter «Gufo», sviluppato dalla SAFAR di Milano.

### Armamento

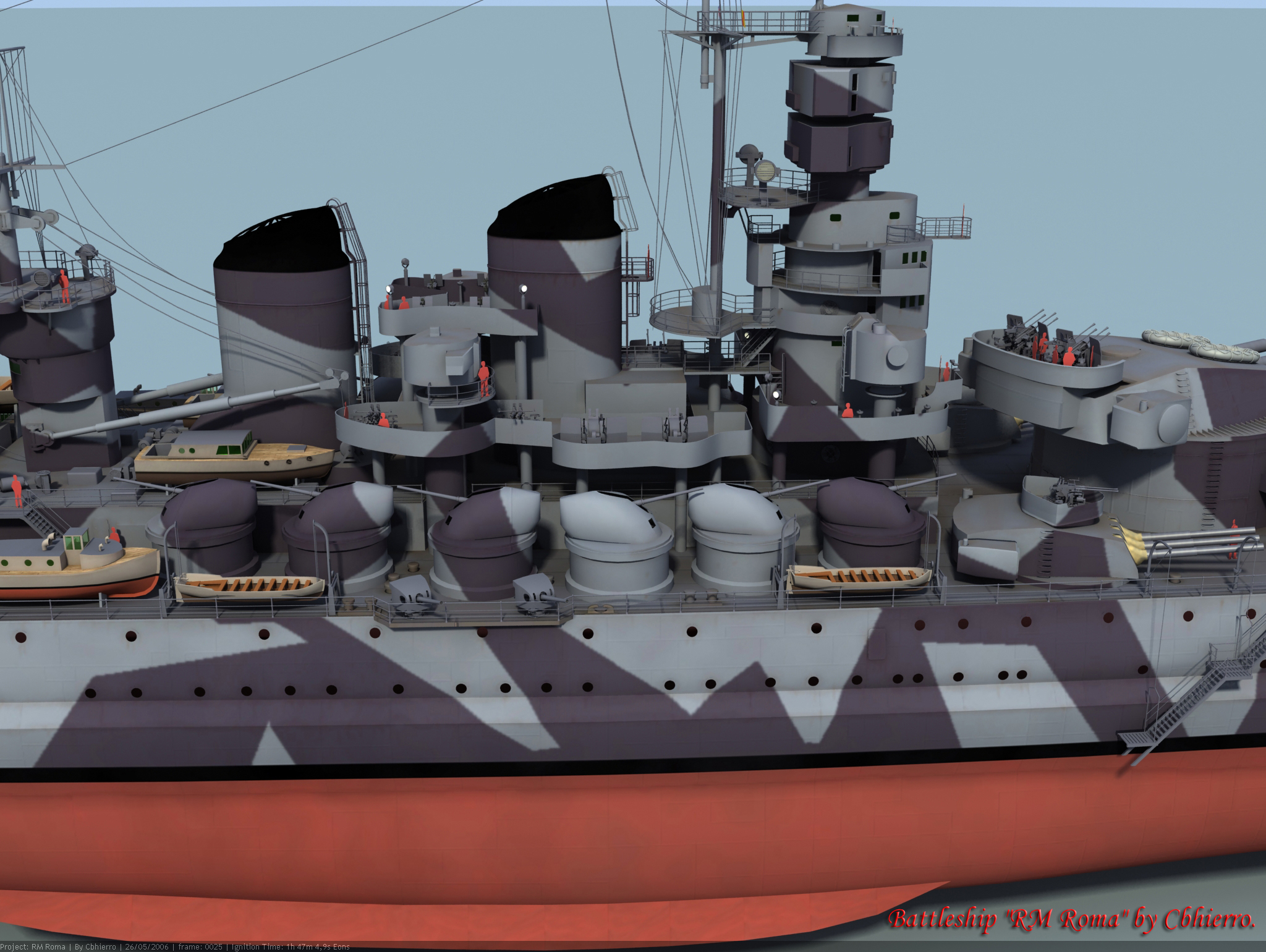
La parte centrale della sovrastruttura del Roma in un modello: si notano, da sinistra a destra, l'albero poppiero con le gru per il recupero degli idrovolanti, i due fumaioli con sotto i complessi singoli da 90 mm, il torrione di comando corazzato e la torre n° 2 da 381 mm

L'armamento principale era costituito da nove cannoni da 381/50 Mod. 1934 in tre torrette trinate ad azionamento elettrico, che sparavano proiettili da 885 kg (perforanti) e 774 kg (esplosivi) con un alzo da -5º 30' fino a 36º alla velocità iniziale di, rispettivamente, 850 m/s (perforanti) e 870 m/s (esplosivi) capaci di colpire alla distanza di 44 000m, che si riducevano a 28 000-30 000 m nelle migliori condizioni operative. I tre pezzi della torretta anteriore erano costruiti dalla Ansaldo, mentre i restanti sei dalla O.T.O.).
Oltre a questi la corazzata ospitava come armamento secondario antinave dodici cannoni da 152/55 Mod. 1936 in torri trinate, usati anche per lo sbarramento antiaereo, dodici cannoni antiaerei da 90/50 mm in installazioni singole e quattro da 120/40 mm per tiro illuminante, più venti cannoni Breda 37/54 mm (in otto installazioni binate più quattro singoli) e ventotto mitragliere antiaeree da 20/65 mm (in quattordici installazioni binate). Secondo alcune fonti, invece, sarebbero state presenti trentadue mitragliere in sedici installazioni binate. I cannoni da 90/50, di tipo duale (antiaereo e antinave) a caricamento manuale ed elevazione massima di 75º, avevano una gittata massima con alzo 45º di 15 548 metri (antinave), stimata in 13 000 secondo altre fonti, e una tangenza di 9000 m (antiaerea), 10 500 secondo altre fonti.
In seguito alle esperienze fatte con le sue precedenti pariclasse, sul Roma il sistema di controllo delle armi era stato migliorato e le centrali di tiro antiaereo potevano ingaggiare bersagli fino a 14000 m di distanza e 8000 m di quota (su Littorio e Vittorio Veneto questi valori erano di 12000 m e 6000 m rispettivamente).

### Protezione
La parte fra l'ultima torretta di poppa e la prima di prua era formata da una cittadella corazzata superiormente da 100 mm a poppa fino a 70 mm a prua; inferiormente continuava con la cintura spessa 350 mm, inclinata verso l'interno di 15°, che si estendeva al di sotto della linea di galleggiamento, anch'essa si rastremava alle due estremità fino a 60 mm, all'interno, parallela alla cintura, era presente una paratoia paraschegge da 36 mm seguita da un'altra da 24 mm. La compartimentazione e il bilanciamento interno assicuravano buona stabilità e galleggiabilità anche nel caso la nave fosse stata colpita da siluri; come dimostrarono le vicende belliche, quando le corazzate della sua classe, ripetutamente colpite, riuscirono a rientrare alle loro basi. La protezione dagli attacchi subacquei era ottenuta tramite il sistema dei cilindri Pugliese, ideati dall'ingegnere e generale del genio navale Umberto Pugliese. I cilindri Pugliese consistevano in contenitori di 3,80 m di diametro e 120 m di lunghezza, collocati all'interno di una intercapedine tra lo scafo interno e la murata esterna, che era riempita con acqua o nafta. In caso di esplosione di mina o siluro, l'onda d'urto, propagata attraverso i compartimenti esterni pieni di liquidi, avrebbe provocato lo schiacciamento e la rottura del cilindro, per cui la sua energia sarebbe stata in gran parte assorbita dalla sua deformazione ed allagamento, riducendo i danni allo scafo interno.

## Costruzione ed entrata in servizio
La nave fu impostata sugli scali del Cantiere San Marco di Trieste il 18 settembre 1938 e quindi varata il 9 giugno 1940, il giorno prima della dichiarazione di guerra a Regno Unito e Francia; madrina del varo fu la principessa Sofia Lanza Branciforte di Trabia, moglie del Governatore di Roma Gian Giacomo Borghese. Il suo allestimento durò due mesi in più rispetto alla gemella Impero per le modifiche alla prua, rivelatesi necessarie dopo le prove in mare del Littorio. Il 28 marzo 1941, nel corso della battaglia di Capo Matapan, un asse portaelica del Vittorio Veneto fu danneggiato da un siluro d'aereo; per affrettare la riparazione, il 4 aprile il Roma fu urgentemente rimorchiato al Cantiere navale di Monfalcone per smontare il pezzo corrispondente e reinstallarlo sul Vittorio Veneto; l'unità fu poi rimorchiata a Trieste per completare l'allestimento la notte del 17 aprile. La sua prima navigazione autonoma, se pur con un asse in meno, avvenne il 9 novembre 1941 per trasferirsi a Venezia, dove fu ripristinato l'asse mancante, per poi tornare al cantiere di Trieste il 14 dicembre. Sin dal varo, al comando dell'unità fu designato il capitano di vascello Adone Del Cima che seguì tutte le fasi dell'allestimento, poi completato nel primo quadrimestre del 1942. In maggio l'unità effettuò le prove in mare, navigando nel golfo di Trieste con un'appropriata scorta navale. Il 14 giugno 1942, a distanza di due anni dal suo varo, la nave da battaglia Roma entrò in servizio nella Regia Marina.
Dopo la consegna la nave non ebbe possibilità di partecipare ad azioni belliche contro la flotta britannica. Il 22 agosto 1942 arrivò a Taranto dove fu assegnata alla IX divisione navale, comprendente anche le navi da battaglia Littorio e Vittorio Veneto. A seguito dell'operazione Torch alle navi della IX Divisione fu ordinato, l'11 novembre, il trasferimento da Taranto a Napoli, raggiunta la mattina del 13. Il trasferimento avvenne senza danni alle navi, nonostante l'attacco di due sommergibili britannici, l'HMS Umbra e l'HMS Turbulent, che mancarono i loro bersagli. Il Roma e le altre due navi della IX divisione uscirono illese dal bombardamento dell'affollato porto di Napoli del 4 dicembre 1942, che invece distrusse la VII divisione con l'affondamento dell'incrociatore Attendolo e il danneggiamento delle altre unità. In seguito al bombardamento di Napoli, Supermarina decise lo spostamento della IX divisione a La Spezia; il trasferimento iniziò la sera del 6 dicembre e si concluse la sera successiva senza inconvenienti. Fino all'aprile del 1943 l'attività delle tre navi da battaglia fu ridotta al minimo, comprendendo tra l'altro una pulizia della carena a Genova effettuata per il Roma tra il 12 ed il 20 febbraio. Il primo tentativo dell'aviazione britannica di attaccare le corazzate classe Littorio nel porto di La Spezia fu effettuato la notte del 14 aprile con l'invio di 208 quadrimotori, che tuttavia colpirono solo il Littorio mettendo fuori uso la seconda torre, che fu riparata entro maggio. La notte del 19 aprile, il Bomber Command organizzò una seconda sortita di 173 quadrimotori che attaccarono il porto di La Spezia: fu affondato il cacciatorpediniere Alpino, ma le navi da battaglia se la cavarono senza danni rilevanti.
Il 5 giugno 1943, alle 13:59, durante il bombardamento diurno della base di La Spezia da parte di 118 fortezze volanti dell'USAAF, due bombe dirompenti da 2 000 libbre (910 kg) sfiorarono la prua del Roma esplodendo, quasi contemporaneamente, in acqua. La prima aprì una falla da 6 per 5 m sul lato di dritta della prua, la seconda aprì una falla da 8 per 5 m sul lato di sinistra della prua: la nave imbarcò 2 350 t d'acqua che la fecero sbandare di 1° a sinistra, e la prua si appoggiò sul basso fondale. Anche la gemella Vittorio Veneto fu danneggiata, riducendo la squadra da battaglia al solo Littorio. Mentre il Vittorio Veneto poté essere riparato in arsenale, rientrando in squadra in poco più di un mese, per la corazzata Roma, colpita da altre due bombe durante il bombardamento della notte del 24 giugno che tuttavia non causarono falle nello scafo, furono necessari l'entrata in bacino di carenaggio e il trasferimento a Genova, effettuato il primo luglio, rientrando in squadra solamente il 13 agosto.
Proprio l'8 settembre l'ammiraglio Carlo Bergamini, comandante in capo delle forze navali da battaglia, trasferì da Italia il suo comando sul Roma.

## L'affondamento

### La partenza

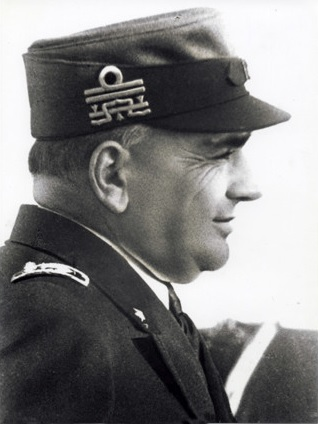
L'ammiraglio di squadra Carlo Bergamini, comandante delle forze navali da battaglia della Regia Marina

L'8 settembre 1943 la nave si trovava a La Spezia pronta a muovere per affrontare la flotta alleate, diretta ad attuare una massiccia operazione di sbarco anfibio a Salerno prevista per il giorno successivo; attorno alle 17:00, tuttavia, l'ammiraglio Bergamini apprese dalle radio civili le prime notizie circa la stipula di un armistizio tra l'Italia e gli Alleati, che poi il capo del governo maresciallo Pietro Badoglio avrebbe confermato alle 19:40 con un proclama letto alla radio. Le disposizioni armistiziali prevedevano alcune clausole relative alla consegna della flotta italiana agli Alleati, prevedendo il trasferimento immediato delle navi italiane in località designate dal Comandante in Capo alleato dove attendere poi ulteriori disposizioni, pur senza alcuna previsione di una loro cessione agli anglo-statunitensi. La flotta da battaglia, in particolare, doveva dirigere a Bona in Algeria e poi a Malta; durante il trasferimento le navi italiane avrebbero innalzato, in segno di resa, pennelli neri sui pennoni e disegnato due cerchi neri sulle tolde.
Bergamini telefonò a Supermarina per avere spiegazioni e, parlando con il capo di Stato maggiore della Marina Raffaele De Courten e il suo vice Luigi Sansonetti, si mostrò infuriato per essere stato tenuto all'oscuro degli ultimi sviluppi, dichiarandosi pronto all'autoaffondamento della flotta o a rassegnare le proprie dimissioni. Bergamini accettò infine con riluttanza gli ordini impartiti da De Courten, ovvero di trasferire intanto la flotta da La Spezia all'isola sarda de La Maddalena, dove si prevedeva di trasferirvi il re Vittorio Emanuele III e il governo. Supermarina trasmise l'ordine di partenza di tutte le navi in grado di muovere da La Spezia per la Maddalena alle 23:45.
Il comandante della Mediterranean Fleet britannica ammiraglio Andrew Cunningham, conscio che le navi italiane non avevano protezione aerea, informò che avrebbero dovuto mollare gli ormeggi da La Spezia al tramonto dell'8 settembre, ma la squadra navale italiana, sottovalutando il pericolo rappresentato dalla Luftwaffe, salpò solamente alle 03:00 del mattino del 9 settembre. Con Bergamini al suo posto il Roma, con l'insegna di nave ammiraglia della flotta, salpò per La Maddalena insieme a Vittorio Veneto e Italia (ex-Littorio), che con il Roma stesso costituivano la IX Divisione al comando dell'ammiraglio Enrico Accorretti. Insieme alle navi da battaglia salparono: gli incrociatori Montecuccoli, Eugenio di Savoia e Attilio Regolo, che in quel momento costituivano la VII Divisione, con l'Attilio Regolo che svolgeva il ruolo di nave comando dei cacciatorpediniere di squadra con l'insegna del capitano di vascello Franco Garofalo; i cacciatorpediniere Mitragliere, Fuciliere, Carabiniere e Velite della XII Squadriglia e i cacciatorpediniere Legionario, Oriani, Artigliere e Grecale della XIV Squadriglia; una Squadriglia di torpediniere formata da Pegaso, Orsa, Orione e Impetuoso, nave insegna della squadriglia.

### La navigazione

La nave alla fonda a La Spezia

La formazione, poco dopo le 06:00 del mattino, si ricongiunse con il gruppo navale proveniente da Genova, formato dalle unità della VIII Divisione costituita dagli incrociatori Garibaldi, Duca d'Aosta e Duca degli Abruzzi, nave insegna dell'ammiraglio Luigi Biancheri, preceduti dalla torpediniera Libra, al cui comando c'era il capitano di corvetta Nicola Riccardi. Dopo il ricongiungimento delle due formazioni navali, per ottenere una omogeneità nelle caratteristiche degli incrociatori, il Duca d'Aosta passò dalla VIII alla VII Divisione, sostituendo l'Attilio Regolo che passò alle dipendenze della VIII Divisione.
La formazione, passata tra Imperia e Capo Corso, puntò a sud, mantenendosi a una ventina di chilometri dalle coste occidentali della Corsica; quindi le unità si diressero verso est in direzione delle Bocche di Bonifacio. Durante la navigazione vi furono tre allarmi aerei, in occasione dei quali le navi si misero a zigzagare. All'imboccatura delle Bocche di Bonifacio, all'altezza di Capo Testa, la squadra si dispose in linea di fila, con in testa le sei torpediniere, quindi i sei incrociatori seguiti dalle tre corazzate e infine gli otto cacciatorpediniere.
Dalle 09:00 Supermarina aveva trasmesso l'ordine di reagire a eventuali ostilità da parte delle forze tedesche; alle sempre 11:50 Supermarina iniziò a trasmettere in chiaro un proclama di De Courten che incitava i marinai alla reazione verso gli ex alleati tedeschi.
Pur avendo l'ammiraglio Bergamini richiesto una scorta aerea, quasi tutte le squadriglie da caccia in Sardegna e Corsica erano in trasferimento verso Roma, e solo quattro Macchi M.C.202 decollarono da Vena Fiorita, un aeroporto militare ora dismesso vicino a Olbia, per la scorta: non essendo stato indicato che la flotta navigava a ovest e non a est della Corsica, i caccia la cercarono senza esito per oltre un'ora.
Attorno a mezzogiorno, nel frattempo, una ridotta forza tedesca aveva attaccato il presidio italiano di La Maddalena e si era impossessata di vari punti strategici dell'isola.
Alle 14:24, quando la flotta stava per giungere al punto più stretto delle Bocche di Bonifacio, l'ammiraglio Bergamini ricevette da Supermarina un messaggio con il quale si comunicava che La Maddalena era stata occupata dai tedeschi, e gli venne pertanto ordinato di cambiare rotta e dirigersi a Bona in Algeria. Bergamini ordinò di invertire subito la rotta di 180° e dopo che la manovra venne eseguita a velocità elevata l'ordine della linea di fila si trovò a essere esattamente opposto a quello precedente, con i cacciatorpediniere in testa e le torpediniere in coda, e con il Roma in coda alla IX divisione.
La formazione navale, composta da ventitré unità, navigava senza avere issato i pennelli neri sui pennoni e aver disegnato i dischi neri sulle tolde come prescritto dalle clausole dell'armistizio, poiché la comunicazione con le istruzioni per la navigazione verso Bona furono comunicate da Supermarina alle 15:40 e non poterono essere decifrate e diffuse prima dell'affondamento del Roma.

### L'attacco della Luftwaffe

Il percorso della flotta italiana a comando di Bergamini

Verso le 15:10, al largo dell'isola dell'Asinara la formazione fu sorvolata ad alta quota da ventotto bimotori Dornier Do 217K del
Kampfgeschwader 100 della Luftwaffe partiti dall'aeroporto di Istres, presso Marsiglia, in tre ondate successive, la prima delle quali si alzò in volo poco dopo le 14:00, con l'istruzione di mirare unicamente alle corazzate. Gli aerei, in volo livellato, sganciarono degli "oggetti" affusolati, la cui coda luminosa, data l'altezza alla quale volavano gli aerei, fu inizialmente scambiata per un segnale di riconoscimento; si trattava di bombe teleguidate Ruhrstahl SD 1400, conosciute dagli Alleati con il nome di Fritz X, la cui forza di penetrazione era conferita dall'alta velocità acquistata in caduta, essendo prescritto il lancio da un'altezza non inferiore ai 5000 metri. La bomba era munita di un apparecchio ricevente a onde ultracorte trasmesse dall'aereo, che permetteva di dirigerla verso il bersaglio e che avrebbe potuto essere contrastato solo con disturbi radio, poiché a 6500 metri anche per gli ottimi cannoni contraerei da 90/50 mm, gli aerei sarebbero stati irraggiungibili una volta avvicinatisi alla nave e superato il massimo angolo di elevazione di 75º. Inoltre il comandante della formazione tedesca, maggiore Bernhard Joppe, come dichiarato in un'intervista degli anni 1970, riteneva (erroneamente) che la massima quota raggiungibile dalle artiglierie contraeree italiane fosse di 4000 metri:

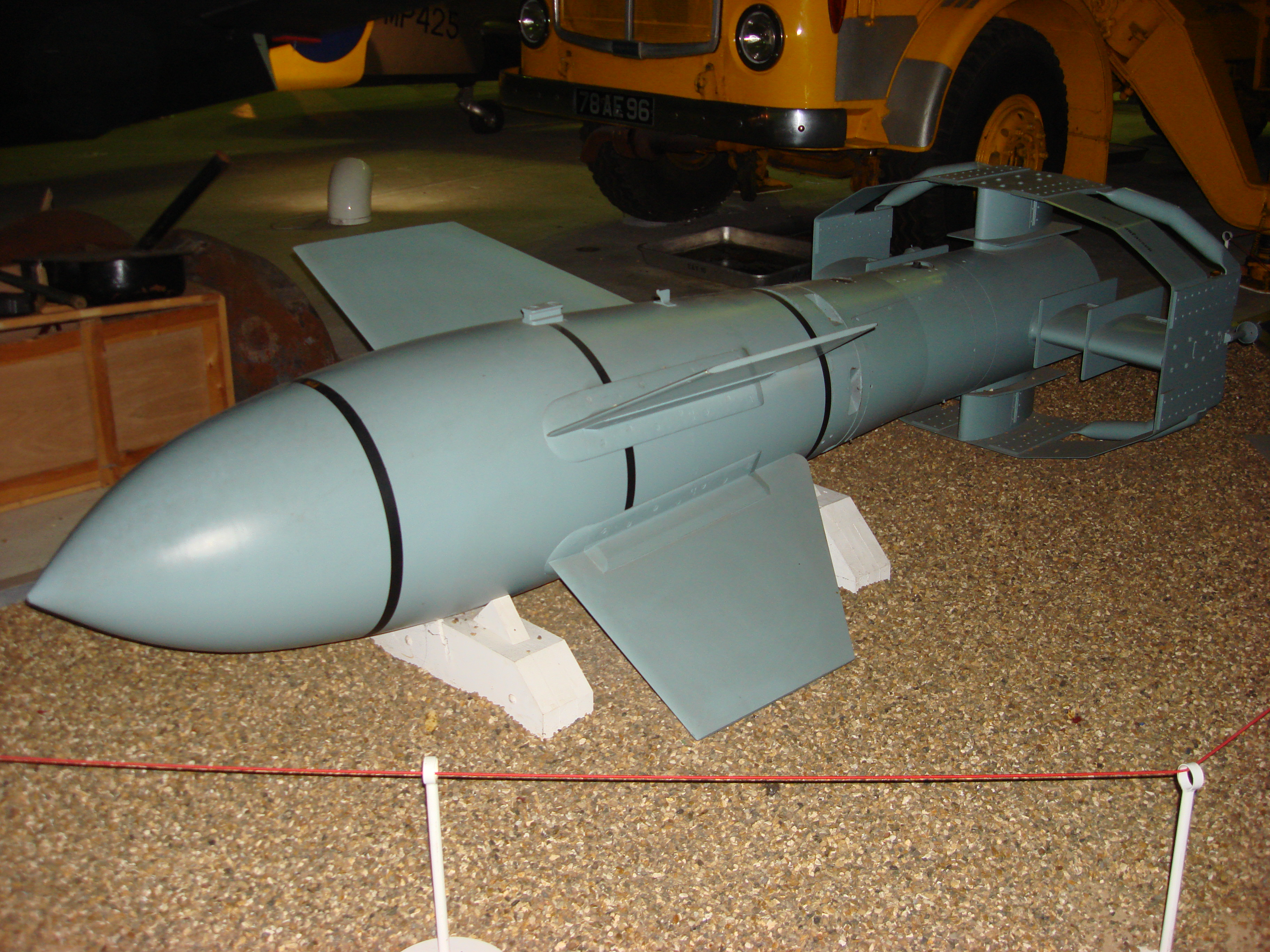
Una bomba guidata Ruhrstahl SD 1400 esposta al Royal Air Force Museum London.

Invece, per la troppo stretta ottemperanza alle disposizioni del comando supremo di osservare la neutralità, fu solo quando gli aerei sganciarono la prima bomba (e ci si rese conto che si trattava di una bomba) che fu dato alla contraerea delle unità l'ordine di aprire il fuoco; data però l'elevata quota degli aerei tedeschi, le contraeree furono costrette a sparare alla massima elevazione che ne penalizzava la precisione, generando quindi solo un fuoco di sbarramento.
Alle 15:30 la prima bomba fu diretta contro l'Eugenio di Savoia, ma cadde a circa 50 metri dall'incrociatore senza provocare alcun danno; una seconda bomba cadde invece vicinissima alla poppa dell'Italia danneggiando la centrale elettrica e immobilizzandone temporaneamente il timone, per cui la nave fu governata con i timoni ausiliari. Successivamente toccò al Roma; gli aerei fallirono una prima volta il tiro, ma alle 15:42, l'Oberleutnant Heinrich Schmetz centrò la corazzata una prima volta fra la quinta e la sesta torre antiaerea da 90 mm di dritta; il colpo non produsse effetti devastanti ma attraversò lo scafo esplodendo sott'acqua e aprendo una falla. Il secondo colpo alle 15:50 centrò la nave verso prua, sul lato sinistro fra il torrione di comando, la torre sopraelevata armata con cannoni da 381 mm e quella con cannoni da 152 mm, con conseguenze ben diverse: a prua si allagarono le caldaie causando l'arresto nella nave, i depositi di munizioni deflagrarono, cessò l'erogazione dell'energia elettrica e la torre numero 2 (quella coi cannoni da 381 mm) saltò in aria con tutta la sua massa di 1 500 tonnellate, cadendo in mare; la torre corazzata di comando fu investita da una tale vampata che fu deformata e piegata dal calore, fatta a pezzi e proiettata in alto in mezzo a due enormi colonne di fumo; morirono l'ammiraglio Bergamini e il suo stato maggiore, il comandante della nave Adone Del Cima e buona parte dell'equipaggio, uccisi pressoché all'istante. La vampata salì almeno a 400 metri di quota (ma alcune fonti parlano di 1500 metri), formando il classico fungo delle grandi esplosioni.

L'insegna di ammiraglio di squadra, issata sulla nave che ospitava il comandante delle forze navali da battaglia, nell'occasione appunto il Roma

La nave, alle 16:11, si capovolse e in pochi minuti affondò spezzata in due tronconi, mentre sul ponte si affannavano i marinai superstiti, molti gravemente feriti e ustionati. Chi era a bordo, specialmente a poppa, fu condannato: cinquanta marinai in procinto di gettarsi in acqua furono disintegrati. Chi riuscì a lasciare la nave poté allontanarsi ed essere salvato dai cacciatorpediniere di scorta. La scena del Roma che si spacca in due tronconi fu immortalata in una fotografia scattata dal ricognitore britannico Martin B-26, pilotato a media quota dal tenente colonnello Herbert Law-Wright; l'aereo fu fatto segno dal fuoco contraereo delle navi italiane che stavano sparando sugli aerei tedeschi.
Alle 16:29 l'Italia fu nuovamente attaccata e questa volta colpita da una bomba PC 1400X: l'ordigno la colpì a prua a sul lato di dritta all'altezza dello spazio fra le torrette di prua, la attraversò completamente ed esplose in acqua. Si produsse una falla sotto la linea di galleggiamento di 7,5 per 6 metri e la nave imbarcò 1066 t d'acqua, ma rimase in navigazione.

### Il soccorso
Senza attendere ordini i cacciatorpediniere Mitragliere e Carabiniere invertirono immediatamente la rotta per recuperare i superstiti del Roma, seguiti dall'incrociatore Attilio Regolo e dal cacciatorpediniere Fuciliere; a queste unità si aggiunsero poi le torpediniere Pegaso, Orsa e Impetuoso. Per il soccorso ai naufraghi tutti gli ordini vennero emanati più di cinque minuti prima dell'affondamento del Roma e per i soccorsi vennero distaccati due gruppi navali: il primo costituito dall'incrociatore Attilio Regolo e dai tre unità della XII Squadriglia (Mitragliere, Carabiniere e Fuciliere); l'altro includeva tre torpediniere: Pegaso, Impetuoso e Orsa. Il primo gruppo era posto agli ordini del capitano di vascello Giuseppe Marini, mentre la squadriglia torpediniere era comandata dal capitano di fregata Riccardo Imperiali di Francavilla, comandante del Pegaso. Ben 1352 marinai del Roma persero la vita. I naufraghi, recuperati dalle unità navali inviate in loro soccorso, furono 622, di cui 503 salvati dai tre cacciatorpediniere, 17 dall'Attilio Regolo e 102 dalle tre torpediniere.
A prendere il comando della flotta, dopo l'affondamento della corazzata Roma, fu l'ammiraglio Romeo Oliva, il più anziano tra gli ammiragli della formazione e comandante della VII Divisione con insegna sull'Eugenio di Savoia; Oliva adempì alle clausole armistiziali che prevedevano di innalzare il pennello nero del lutto sui pennoni e di disegnare dischi neri sulle tolde. Mentre le sette navi si erano fermate a recuperare i morti e i feriti dell'ammiraglia, il resto della squadra proseguì la navigazione dirigendo verso Bona per tutta la notte; al mattino del 10 settembre ci fu l'incontro con le navi alleate (le corazzate Warspite e la Valiant e otto cacciatorpediniere), che scortarono le unità italiane verso Malta, raggiunta il mattino del giorno 11, dove la formazione si ricongiunse con il gruppo proveniente da Taranto guidato dall'ammiraglio Alberto Da Zara (che prese il comando per anzianità su Oliva) e costituito dalla corazzata Duilio, dagli incrociatori Luigi Cadorna e Pompeo Magno e dal cacciatorpediniere Nicoloso da Recco.

## Il trasporto dei naufraghi alle Baleari

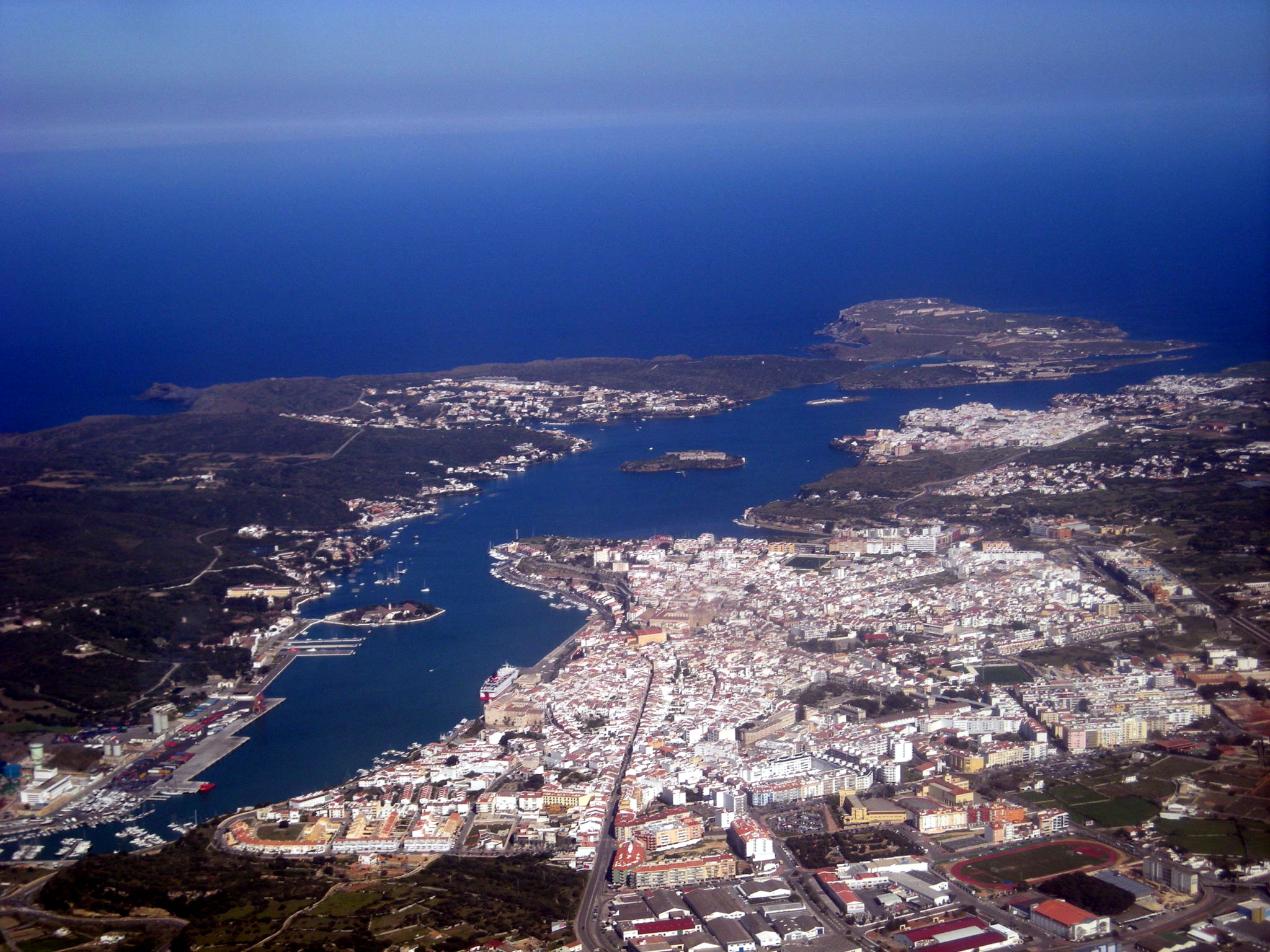
Vista aerea del porto di Mahón all'inizio degli anni duemila

Il recupero dei naufraghi si concluse poco prima delle 18:00. Il comandante del Mitragliere, capitano di vascello Giuseppe Marini, avendo perso i contatti con la formazione al comando dell'ammiraglio Oliva che non dava risposta ai suoi messaggi, richiese al Regolo, nave comando del gruppo cacciatorpediniere di squadra, l'autorizzazione a dirigere ad alta velocità verso Livorno, tenuto conto dei molti feriti gravi a bordo. Venne tuttavia informato dal comandante del Regolo, Marco Notarbartolo di Sciara, che il comandante del gruppo cacciatorpediniere di squadra, il capitano di vascello Franco Garofalo, non era a bordo dell'incrociatore in quanto era stato autorizzato da Bergamini a imbarcarsi sulla corazzata Italia, a causa di un piccolo ritardo nell'approntamento del Regolo. A quel punto il comandante superiore in mare del gruppo di sette navi, come ufficiale più anziano, divenne proprio Marini, trovatosi all'improvviso a dover prendere delle decisioni sprovvisto delle informazioni utili a questo scopo.
Il gruppo si trovava nell'impossibilità di mettersi in contatto con la formazione al comando dell'ammiraglio Oliva e con Supermarina, non ricevendo risposta ai loro messaggi; inoltre l'intercettazione di alcuni messaggi di Supermarina dimostravano l'impossibilità di rientrare in porti italiani per sbarcare i feriti che avevano urgente bisogno di cure ospedaliere, per cui era a quel punto necessario raggiungere le coste neutrali più vicine. Le navi avevano inoltre una ridotta autonomia a causa della riduzione delle scorte di nafta.
Marini diede alle torpediniere libertà di manovra sotto il comando del capitano di fregata Riccardo Imperiali, comandante del Pegaso, assumendo il comando del resto della formazione composta dal Regolo e dai tre cacciatorpediniere. Marini decise di dirigere la propria formazione verso le isole Baleari, nella neutrale Spagna: si sperava che le autorità spagnole avrebbero consentito lo sbarco dei feriti e fornito i necessari rifornimenti di carburante e acqua potabile, senza procedere all'internamento delle navi; le Baleari avevano anche il vantaggio di essere in posizione centrale rispetto a eventuali successivi spostamenti verso l'Italia, Tolone o l'Africa settentrionale. Marini alle 7:10 del 10 settembre inviò un messaggio alla VII Divisione Incrociatori in cui informò che avrebbe fatto rotta per Mahón, nell'isola di Minorca, dove arrivò alle 08:30. Le tre torpediniere al comando del capitano di fregata Imperiali, perso ogni contatto con le altre navi, si diressero autonomamente verso le Baleari giungendo nella baia di Pollensa, nell'isola di Maiorca dove, dopo aver sbarcato gli equipaggi, Imperiali decise di autoaffondare le unità ai suoi ordini per evitare il sequestro delle navi da parte degli spagnoli.
Contrariamente alle aspettative di Marini, le autorità spagnole frapposero ostacoli al rifornimento delle sue unità e, scadute le 24 ore di sosta concesse dalle convenzioni internazionali, disposero il sequestro delle unità e l'internamento dei loro equipaggi. I naufraghi del Roma dovettero trascorrere diversi mesi in internamento prima a Mahón e poi a Caldes de Malavella in Catalogna; i circa 300 feriti furono ricoverati dapprima nell'ospedale navale di Mahón e poi smistati in vari ospedali della Spagna continentale. Dei 622 naufraghi recuperati dalle sette unità, 26 perirono successivamente per le ferite e sono sepolti nel cimitero di Mahón. Navi ed equipaggi internati furono poi rilasciati dalle autorità spagnole nel gennaio 1945.

## Le ricerche e il ritrovamento del relitto

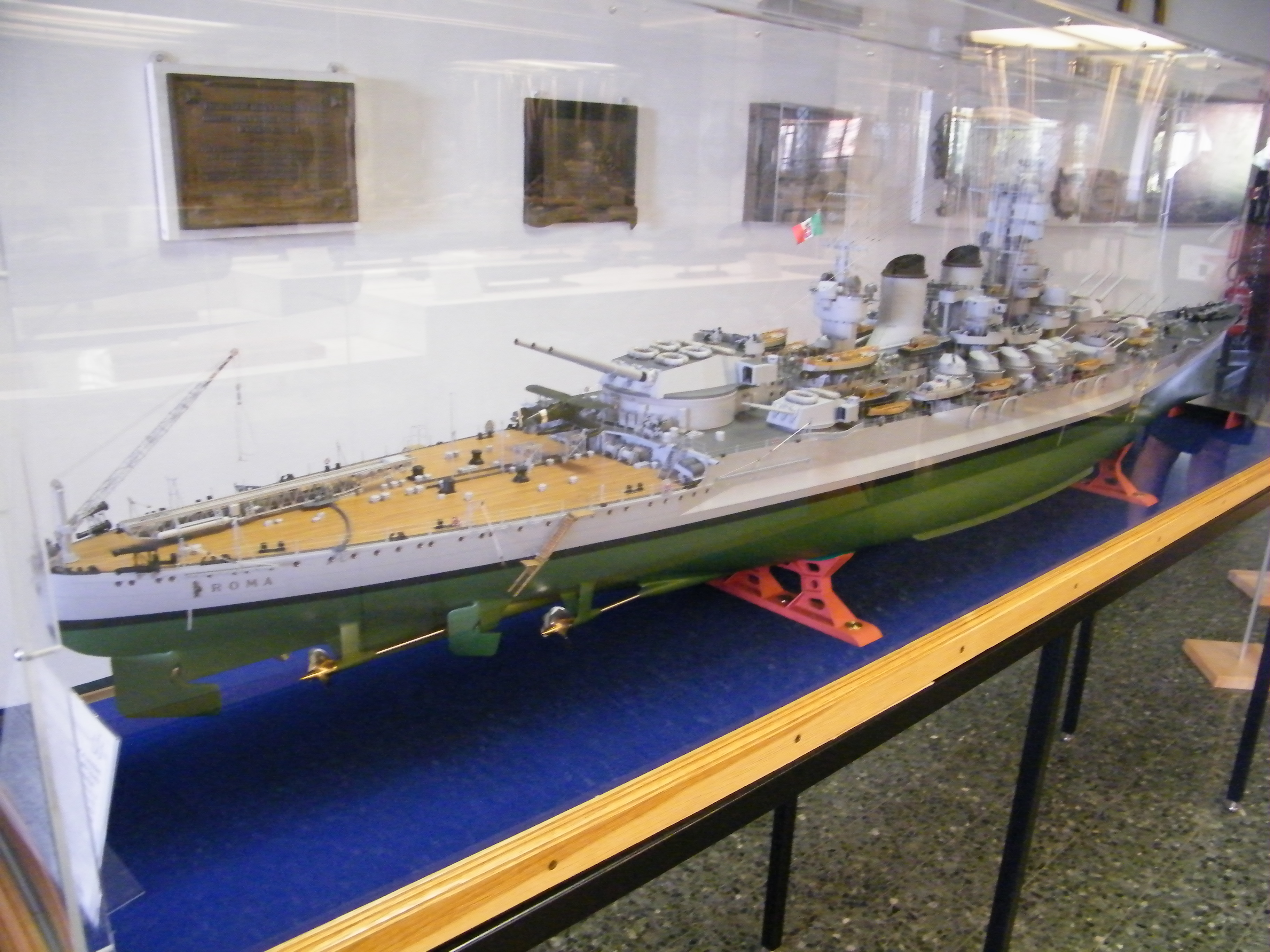
Modellino del Roma esposto al Museo storico navale di Venezia

Sono stati diversi i tentativi di localizzare e recuperare il relitto del Roma, generalmente ritenuto "riposare" a una ventina di miglia al largo di Castelsardo (provincia di Sassari). Se la Marina Militare ha dato il benestare e fornito appoggio al raggiungimento del primo obiettivo (su cui comunque non c'è pieno consenso), non ha fatto altrettanto nel dare il via libera al recupero del relitto perché, come ha spiegato l'ex capo di stato maggiore della Marina Paolo La Rosa, lo considera un cimitero da non profanare.
Da decenni oggetto di interesse di ricercatori ed esploratori subacquei, i tentativi di ritrovamento del relitto sono stati frustrati dall'imprecisione delle coordinate del presunto luogo dell'affondamento (41°08′N 8°09′E secondo quanto riferito dai piloti Luftwaffe o 41°10′N 8°40′E secondo quanto comunicato dall'ammiraglio Oliva alle 16:20 del 9 settembre 1943) e dalla variabile profondità del mare. Nel 2007 un'altra spedizione sembrò aver individuato l'esatta posizione del relitto (di cui è stata scattata anche una foto da un ROV) nelle coordinate 41°07′52″N 8°37′44″E, attirando addirittura l'attenzione di due case cinematografiche, la tedesca Contex Tv e la svizzera Polivideo, che si misero in contatto con la Marina Militare per ottenere il permesso di girare un documentario, senza tuttavia giungere a nulla.

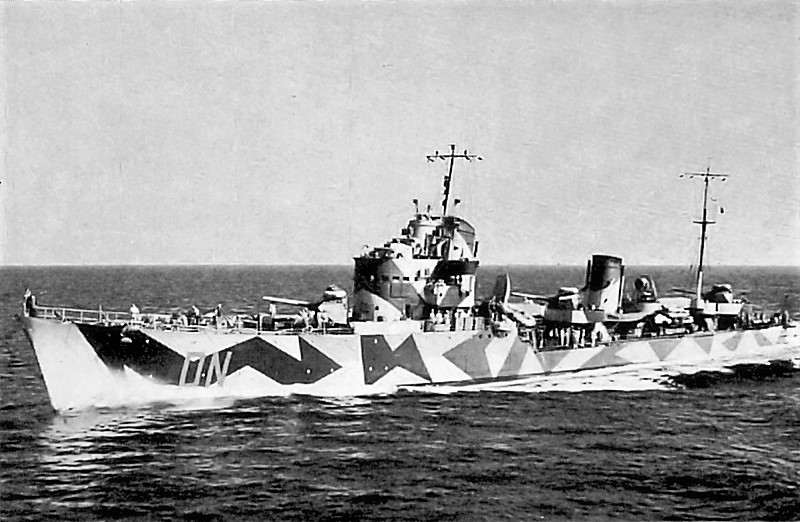
Il cacciatorpediniere Antonio da Noli nel 1942. Il ritrovamento di questa nave, affondata poco dopo il Roma, diede nuovo impulso alla ricerca del relitto della corazzata italiana

Alla fine dell'estate del 2007 un ricercatore italiano, Fernando Cugliari, dichiarò di avere con buona probabilità localizzato il relitto della corazzata, identificando anche, con un ROV, un giubbotto di salvataggio compatibile con quelli usati dalla Regia Marina all'epoca dell'affondamento. L'8 settembre 2009 il ritrovamento del cacciatorpediniere Antonio da Noli, colato a picco a sud di Bonifacio mentre cercava di unirsi alla formazione di cui faceva parte il Roma, ridestò le attenzioni sulla corazzata.
Chiarito il fatto che questa si trova a circa 400 m di profondità, il ricercatore catanzarese Francesco Scavelli chiese aiuto alla francese COMEX e alla sua nave oceanografica Minibex. Aiutati anche dalle coordinate fornite da Cugliari due anni prima, Scavelli e la COMEX, assistiti dalla Marina Militare, per il maggio 2008 avevano perlustrato 100 miglia quadrate di mare; solo allora sono emersi documenti riposti negli archivi militari di Washington, Friburgo, Londra e Roma che hanno permesso di identificare la posizione dei campi minati tedeschi, dando così modo al team di ricercatori di ricostruire la probabile rotta seguita dalla flotta italiana nel 1943: in un certo punto di questa rotta venne riscontrata una forte anomalia magnetica che proverebbe la presenza del relitto del Roma. Nel 2011 un'associazione marinara sarda avanzò nuove coordinate circa l'esatta ubicazione del Roma: l'associazione, tenendo conto delle infruttuose ricerche della Marina Militare avvenute nel 2003 e 2007, e dopo aver vagliato documenti ufficiali italiani, giunse alla conclusione che il Roma si trova nelle coordinate 41°24′N 7°48′E, cioè 33 miglia a nord-ovest dell'Asinara.
Il relitto della corazzata Roma venne infine trovato il 17 giugno 2012 dall'ingegnere Guido Gay grazie all'ausilio del ROV filoguidato Plutopalla, da lui stesso inventato e comandato da bordo del catamarano Daedalus. Il racconto della scoperta dello stesso Gay è contenuto nel libro di Ugo Gerini Corazzata Roma Destinazione Finale. La nave venne individuata nel canyon subacqueo di Castelsardo (golfo dell'Asinara) a 16 miglia dalla costa, a una profondità di oltre 1000 metri e risulta spezzata in quattro tronconi. Personale della Marina Militare fu in grado di confermare il 28 giugno 2012 l'esattezza del ritrovamento confrontando le immagini di alcuni cannoni d'artiglieria contraerea (pezzi Ansaldo da 90 mm presenti solo sulle corazzate). Il troncone di prua, capovolto, è adagiato nella sabbia del fondale staccato dal resto dello scafo all'altezza della torre numero due di grosso calibro. Le fotografie scattate permettono di vedere lo scudo della corazzata con le lettere QR dell'acronimo SPQR sporgere dal fondo. Il resto della carena, anch'essa capovolta, giace distante qualche centinaio di metri dalla prua. Lo spezzone conserva gli assi e le eliche esterne ancora in buon stato di conservazione. Il ponte che originariamente stava sopra lo spezzone centrale della nave si è staccato dalla stessa e si è posato in assetto di navigazione con il torrione di comando caduto a dritta. È proprio sul ponte che è stato possibile individuare l'artiglieria antiaerea (cannoni Ansaldo da 90 mm, mitragliere Breda da 37 e 20 mm) nonché i telemetri dei cannoni da 381 mm, quelli da 152 mm e la plancia comando e ammiraglio. Il troncone di poppa si è posato lungo il pendio del canyon. Questa sezione, che si è staccata a sua volta dal resto dello scafo proprio all'altezza del nome Roma che quindi non è più identificabile, conserva l'elica sinistra e la corona dei Savoia perfettamente conservata posta all'estremità. Nelle vicinanze è presente la torre di grosso calibro numero tre e il relitto dell'idrovolante IMAM RO 43 che venne visto dai testimoni scivolare in mare nel momento dell'affondamento.

## Nella cultura di massa
Lo scrittore, regista e ricercatore marino Folco Quilici, nel suo romanzo Alta profondità ha ricostruito le fasi dell'affondamento del Roma inserendole in una ricerca del relitto, affidata a due ricercatori, sponsorizzata da una banda di terroristi che mirano a recuperare una sostanza esplosiva che sarebbe stata usata nella bomba razzo che fece affondare la nave. I due ricercatori, resisi conto della situazione, cercheranno poi di fermare la banda criminale.

### Annotazioni
1. ↑  Il Kampfgeschwader 100 ("stormo bombardieri" in tedesco) fu la prima unità ad impiegare le Ruhrstahl SD 1400, dal 29 agosto 1943, vedi Ford 2000, pp. 92.
2. ↑  Heinrich Schmetz (22 ottobre 1914- 22 luglio 2004) ricevette la Ritterkreuz des Eisernen Kreuzes per l'azione contro il Roma, e fu promosso comandante del III Gruppe del Kampfgeschwader 100. Vedi Ford 2000, p. 92.

### Fonti
1. ↑   Marina Militare Italiana, Scheda del Roma sul sito della MM, su marina.difesa.it. URL consultato il 30 maggio 2011.
2. ↑  Garzke, Dulin 1985, p. 410.
3. 1 2   Ecco la corazzata Roma - All'Asinara trovato il relitto dopo 69 anni, in Il messaggero, 28 giugno 2012 (archiviato dall'url originale il 1º novembre 2012).
4. 1 2   Ritrovato il relitto della Corazzata Roma - Fu affondata dai tedeschi dopo l'armistizio, in Repubblica, 28 giugno 2012 (archiviato dall'url originale il 10 ottobre 2014).
5. 1 2 3 4 5 6 7 8 9 10   Il Roma - Le corazzate della classe «Vittorio Veneto», su regianaveroma.org. URL consultato il 29 aprile 2011 (archiviato dall'url originale il 14 marzo 2011).
6. 1 2  Giorgerini 1978,  vol III, p. 546.
7. ↑  Bagnasco, De Toro 2010, p. 58.
8. 1 2  Bagnasco, De Toro 2010, p. 66.
9. ↑  Bagnasco, De Toro 2010, p. 64.
10. ↑  Archivio dell'ufficio storico della Marina Militare, Statini Navi, b. 1.
11. ↑  Dunning, 2000, pp. 27–28.
12. ↑   La seconda guerra mondiale - I caccia Reggiane, su finn.it. URL consultato il 27 aprile 2011.
13. ↑   Il RE 2000 e la Regia Marina, su reocities.com. URL consultato il 29 maggio 2011 (archiviato dall'url originale il 1º novembre 2014).
14. ↑   G. B. Conti, La nave: dati tecnici, su corazzataroma.info. URL consultato il 29 maggio 2011 (archiviato dall'url originale il 23 febbraio 2011).
15. ↑  Santarini 2017,  p. 206.
16. 1 2  Bagnasco, De Toro 2010, pp. 74, 76, 79.
17. ↑  (EN) Italian 381 mm/50 (15") Model 1934, su navweaps.com. URL consultato il 30 maggio 2011.
18. ↑  Bagnasco, De Toro 2010, p. 72.
19. ↑  (EN) Italian 90 mm/50 (3.5") Model 1939, su navweaps.com. URL consultato il 30 maggio 2011.
20. ↑  Santarini 2017,  p. 196.
21. ↑  Bagnasco, De Toro 2010, pp. 57–58.
22. ↑  Bagnasco, De Toro 2010, p. 215.
23. 1 2 3  Bagnasco, De Toro 2010, pp. 124–125.
24. 1 2  Bagnasco, De Toro 2010, p. 126.
25. 1 2  Bagnasco, De Toro 2010, p. 128.
26. ↑  Bagnasco, De Toro 2010, p. 251.
27. 1 2  Bagnasco, De Toro 2010, p. 205.
28. 1 2  Bagnasco, De Toro 2010, p. 209.
29. ↑  Bagnasco, De Toro 2010, p. 210.
30. ↑  Bagnasco, De Toro 2010, pp. 211–212.
31. ↑  Bagnasco, De Toro 2010, p. 212.
32. ↑  Bagnasco, De Toro 2010, pp. 214–215.
33. ↑  Bagnasco, De Toro 2010, pp. 216–217.
34. 1 2 3  Bagnasco, De Toro 2010, p. 300.
35. 1 2  Garzke, Dulin 1985, p. 405.
36. 1 2 3 4 5 6  Petacco 1996, p. 177.
37. 1 2  Bragadin 2011, pp. 370-376.
38. ↑  Rocca 1987, p. 305.
39. 1 2 3 4 5  Bagnasco, De Toro 2010, p. 232.
40. ↑  Petacco 1996, pp. 176–177.
41. 1 2 3 4 5 6  Bagnasco, De Toro 2010, p. 233.
42. ↑   Un polo aeronautico all'aeroporto di Olbia-Vena Fiorita, su regione.sardegna.it, 9 aprile 2008. URL consultato il 1º luglio 2011.
43. ↑  Tiberi 2007, Regia Nave Roma - Le ultime ore - parte 2.
44. 1 2  Ford 2000, p. 92.
45. 1 2 3 4 5 6  Tiberi 2007, Regia Nave Roma - Le ultime ore - parte 3.
46. ↑   9 settembre 1943, l'affondamento della "Roma" - intervista al maggiore Bernhard Jope riportata da un numero di Storia Illustrata del settembre 1973, su aereimilitari.org. URL consultato l'8 giugno 2011.
47. 1 2  Tiberi 2007, Regia Nave Roma - Le ultime ore - parte 4.
48. ↑  Mattesini 2002, Tomo I, pp. 526 e 529.
49. ↑  Bagnasco, De Toro 2010, p. 293.
50. 1 2   Domenico Carro, Corazzata Roma Eccellenza e abnegazione per la Patria - Capitolo VI - L'abbraccio del mare, su carro.it. URL consultato il 14 ottobre 2020 (archiviato il 16 ottobre 2020).
51. 1 2  Petacco 1996, p. 178.
52. ↑  Rocca 1987, p. 309.
53. ↑  Bagnasco, De Toro 2010, p. 234.
54. ↑  Alberini, Prosperini 2016, p. 252.
55. ↑  Alberini, Prosperini 2016, p. 332.
56. 1 2   Il mistero della Corazzata Roma, su guardiavecchia.net. URL consultato il 12 ottobre 2020 (archiviato il 23 ottobre 2020).
57. ↑   Mario Cappa, Armistizio, bilancio dei danni, su menorcamica.org. URL consultato il 30 giugno 2011 (archiviato dall'url originale il 29 ottobre 2012).
58. 1 2   L'internamento, su Regia Nave Roma. URL consultato il 5 gennaio 2022.
59. ↑   L'elenco Bergamini, su Regia Nave Roma. URL consultato il 5 gennaio 2022.
60. 1 2   Valentino Mattei, L'affondamento della Regia Nave "Roma” - Si cerca ancora il relitto [collegamento interrotto], su studicassinati.it. URL consultato il 29 maggio 2011.
61. 1 2   Antonio Fulvi, "Ecco il relitto della Corazzata Roma" - Un'immagine sonar dell'ammiraglia affondata dai tedeschi nel 1943 (PDF), in La Nazione, 19 ottobre 2007,  p. 34. URL consultato il 28 maggio 2011 (archiviato dall'url originale il 22 maggio 2015).
62. ↑   Nicola Facciolini, Le ultime tragiche ore della regia corazzata ammiraglia "Roma" affondata dai tedeschi il 9 settembre 1943. Segnali acustici batimetrici dagli abissi del mare della Sardegna., in Amatriciana. URL consultato il 29 maggio 2011 (archiviato dall'url originale il 13 dicembre 2011).
63. ↑   Paolo Salvatore Mura, Dov'è affondata la corazzata Roma?, su nautica.it, dicembre 2009. URL consultato il 29 maggio 2011.
64. ↑   Pier Giorgio Pinna, Corazzata Roma, sfida negli abissi, in La Nuova Sardegna, 9 settembre 2009. URL consultato il 29 maggio 2011 (archiviato dall'url originale il 29 settembre 2009).
65. ↑   Giovanni Maria Bellu, "La mia scommessa? Ho individuato il relitto della Corazzata Roma", in l'Unità, 1º settembre 2009,  pp. 10–11. URL consultato il 29 maggio 2011 (archiviato dall'url originale il 4 marzo 2016).
66. ↑   Armistizio: Bilancio dei danni, su menorcamica.org. URL consultato il 15 febbraio 2011 (archiviato dall'url originale il 29 ottobre 2012).
67. 1 2 3   Sardegna: identificato relitto cacciatorpediniere Da Noli, più vicino ritrovamento corazzata Roma, in Adnkronos, settembre 2009. URL consultato il 29 maggio 2011.
68. ↑   Ernesto Assante, Operazione Roma parte la caccia al Titanic d'Italia, in la Repubblica, 18 agosto 2009. URL consultato il 29 maggio 2011.
69. ↑   Ugo Gerini, Corazzata Roma destinazione finale, Luglio Editore, 2015, ISBN 978-88-6803-110-7..
70. ↑   Alta profondità, su omnialibri.info. URL consultato il 26 maggio 2011 (archiviato dall'url originale il 3 dicembre 2008).

### Libri
- Paolo Alberini e Franco Prosperini, Uomini della marina 1861-1946 dizionario biografico, Roma, Ufficio Storico della Marina Militare, 2016, ISBN 978-88-98485-95-6.
- Erminio Bagnasco, Augusto De Toro, Le navi da battaglia, classe Littorio (1937-1948), 2ª ed., Albertelli, 2010, ISBN 88-87372-66-7.
- Marc'Antonio Bragadin, La Marina italiana 1940-1945, Odoya, 2011, ISBN 978-88-6288-110-4.
- Chris Dunning, Solo coraggio! La storia completa della Regia Aeronautica dal 1940 al 1943, Parma, Delta Editrice, 2000, ISBN non esistente.
- (EN) Roger Ford, Germany's Secret Weapons in World War II, Zenith Imprint, 2000, ISBN 978-0-7603-0847-9. URL consultato il 29 giugno 2011.
- (EN) Robert Gardiner e Roger Chesneau, All the World Fighting's Ships 1922-1946, Annapolis, MD, Naval Institute Press, 1980, ISBN 978-0-85177-146-5.
- (EN) William H. Garzke e Robert O. Dulin, Battleships: axis and neutral battleships in World War II, Annapolis, Naval Institute Press, 1985, ISBN 978-0-87021-101-0. URL consultato il 29 giugno 2011.
- Giorgio Giorgerini, Ermanno Martino, Riccardo Nassigh, Storia della Marina, a cura di Giorgio Giorgerini, volume III, Milano, Fabbri, 1978.
- Francesco Mattesini, La Marina e l'8 settembre, Roma, Ufficio Storico della Marina Militare, 2002, ISBN non esistente.
- Arrigo Petacco, La flotta si arrende, in La nostra guerra 1940-1945. L'avventura bellica tra bugie e verità, Milano, A. Mondadori, 1996, ISBN 88-04-41325-5.
- Gianni Rocca, Fucilate gli ammiragli. La tragedia della marina italiana nella seconda guerra mondiale, Milano, A. Mondadori, 1987, ISBN 978-88-04-43392-7.
- Marco Santarini, La condotta del tiro navale da bordo nella Regia Marina 1900-1945, Roma, Ufficio storico della marina militare, 2017, ISBN 9788899642105.

### Video
- Leonardo Tiberi, DVD Regia Nave Roma - Le ultime ore, Istituto Luce, aprile 2007.